# Paradiopatra okai
Paradiopatra okai är en ringmaskart som beskrevs av Imajima 1999. Paradiopatra okai ingår i släktet Paradiopatra och familjen Onuphidae. Inga underarter finns listade i Catalogue of Life.